# جلان هارمون
جلان هارمون هو لاعب هوكي الجليد كندي، ولد في 2 يناير 1921 في Holland, Manitoba ‏ في كندا، وتوفي في 9 مارس 2007 في ميسيساغا في كندا.

## وصلات خارجية
- جلان هارمون على موقع دوري الهوكي الوطني (الإنجليزية)
- جلان هارمون على موقع قاعة مشاهير الهوكي (لاعب أن.إتش.أل) (الإنجليزية)
- جلان هارمون على موقع EliteProspects.com (الإنجليزية)
- جلان هارمون على موقع HockeyDB.com (الإنجليزية)
- جلان هارمون على موقع Hockey-Reference.com (الإنجليزية)
- جلان هارمون على موقع قاعة مانيتوبا للمشاهير الرياضية (الإنجليزية)